# 米可白
米可白（英語：Mini Chao，1986年4月19日—），臺灣女演員，舊藝名葡萄姐姐，原名趙淑亭，2015年改本名為趙亦瑄。曾為東森幼幼台水果生力軍成員，後常於綜藝節目、電視劇及電影等演出。2023年以《牛車來去》，獲得第58屆金鐘獎戲劇節目女配角獎。

## 個人生活
家裏排行老三，家中經營糕餅店「凰珍餅舖」。

### 感情生活
2013年12月31日在彰化的2014跨年晚會裡答應男友謝銘杰（1980年，飛虹行銷老闆，年營業額2億新台幣）的求婚，於2014年5月20日完婚，於2019年7月離婚。

## 出道前（1986年－2005年）
就讀達德商工餐飲科時曾參加校內調酒比賽獲得標準組第一名，另外參加第十屆金爵獎國際調酒大賽獲得高中職傳統組佳作。

## 葡萄姐姐時期（2005年－2010年）
2004年參加東森幼幼台水果生力軍選拔賽。2005年8月入選水果生力軍，經過長達半年的甄選及培訓後，以「葡萄姐姐」之名正式出道。開始參與東森幼幼台兒童節目的演出及活動，也出席各大電視台的綜藝節目。

### 主持作品
| 年份 | 頻道       | 節目       | 備註 |
|      | 東森幼幼台 | YoYo點點名 |      |
|      | 八大綜合台 | 娛樂百分百 | 代班 |
|      | 中天娛樂台 | 梁陳即時   | 代班 |
|      | 民視       | 超級童盟會 |      |

### 音樂作品

#### 幼教專輯
- YoYo點點名6：夢想專賣店
- YoYo點點名精選特輯：舞蹈教室
- YoYo點點名7：YoYo嘿嗨哈
- YoYo點點名8：動物音樂課
- YoYo點點名精選特輯：金曲大點名
- YoYo點點名9：愛是大明星

### 雜誌拍攝
- 2006年 YoYo idol心情寫真札記

### 活動（參與或代言）
- 2007年 成豐夢幻世界夢幻親子日大聲公比賽
- 2009年 彰化葡萄公主選拔大賽獲得第二名[10]

## 米可白時期（2010年－）
- 2010年8月離開東森幼幼台，跳脫葡萄姐姐身分後，以米可白藝名再出發FHM百大美女榜。
- 2010年11月加入世界電視台，主持兒童節目TV課輔班，並簡稱為小米姐姐。
- 2011年1月為男人幫雜誌拍攝封面，立志成為2011年度性感女神
- 2011年8月與阿KEN共同主持就醬玩科學
- 2012年入圍金鐘獎兒少節目主持人
- 2021年12月25日米可白藝名遭時任新北市市長侯友宜誤認為米可白養的狗的名字。
- 2022年3月7日與蔡昌憲共同主持 公視台語台兒少節目《非常了不起》。
- 2023年以《牛車來去》，獲得第58屆金鐘獎戲劇節目女配角獎。[11]

### 演出作品

#### 電視劇
| 年份   | 頻道              | 劇名         | 角色         |
| 2012年 | 華視              | 粉愛粉愛你   | 羅可舒       |
| 2012年 | 壹綜合            | 惡男日記     | 陳曉慧(老大) |
| 2014年 | 民視              | 廉政英雄     | 葉欣儀       |
| 2015年 | 衛視              | 長不大的爸爸 | 陳怡靜       |
| 2016年 | 台視              | 加油！美玲   | 林美玲       |
| 2018年 | 大愛電視台        | 有你陪伴     | 黃靜貽       |
| 2020年 | 台視              | 生生世世     | 葉明珠       |
| 2020年 | 大愛電視台        | 我在你心裡   | 黃玉新       |
| 2021年 | 台視              | 一個屋簷下   | 徐慧敏       |
| 2022年 | 台視              | 美麗人生     | 游一菲       |
| 2023年 | 華視              | 再見之後     | 施小惠       |
| 2023年 | 公視              | 牛車來去     | 林千佳       |
| 2023年 | 台視              | 追分成功     | 秦佳芬       |
| 2024年 | 東森戲劇台、公視+ | 生命捕手2    | 丁秋虹       |
| 2024年 | 民視              | 好運來       | 楊文琪       |

#### 電影
| 上映日期       | 劇名       | 角色   |
| 2011年12月16日 | 戀愛恐慌症 | 阿花   |
| 2014年1月24日  | 鐵獅玉玲瓏 | 白泡泡 |

### 主持作品
| 年份           | 頻道         | 節目       | 性質                           |
| 2009年         | 東森幼幼台   | 超級總動員 |                                |
| 2010年         | 緯來綜合台   | 天黑請閉眼 | 代班                           |
| 2010年         | 世界電視台   | TV課輔班   |                                |
| 2011年         | 民视         | 快樂孩子王 | 入圍2012年金鐘獎兒少節目主持人 |
| 2011年         | 公視         | 就醬玩科學 |                                |
| 2012年         | 華視         | 周末快乐颂 |                                |
| 2012年         | 壹綜合       | 猜對字了沒 |                                |
| 2012年         | 公視         | 台灣囝仔讚 |                                |
| 2013年         | TVBS         | 食尚玩家   | 代班                           |
| 2014年         | 緯來綜合台   | 愛喲我的媽 | 外景主持                       |
| 2014年         | 中天电视     | 真的了不起 | 代班                           |
| 2015年         | 爱尔达电视   | 好運呷透透 |                                |
| 2017年         | 台視         | 美食好簡單 |                                |
| 2017年         | 台視         | 綜藝3國智  |                                |
| 2018年         | 華視         | 天生王牌   |                                |
| 2018年         | 台中數位頻道 | 綜藝大舞台 |                                |
| 2022年、2023年 | 公視台語台   | 非常了不起 | 台語兒少棚內節目               |

## 獎項紀錄
| 年份   | 頒獎典禮     | 獎項                 | 節目           | 結果 |
| ------ | ------------ | -------------------- | -------------- | ---- |
| 2012年 | 第47屆金鐘獎 | 兒童少年節目主持人獎 | 《快樂孩子王》 | 提名 |
| 2023年 | 第58屆金鐘獎 | 戲劇節目女配角獎     | 《牛車來去》   | 獲獎 |

## 外部連結
- 米可白的Facebook專頁
- 米可白Mini的新浪微博
- 米可白的Instagram帳戶